# Ламарк д’Арруза, Жан-Батист Теодор
Барон (с 1810) Жан-Батист Теодор Ламарк д'Арруза (23 августа 1762 года, Доазон, совр. деп. Атлантические Пиренеи — 30 апреля 1834 года, По) — французский военачальник, бригадный генерал (1812).

## Биография
В начале французских революционных войн поступил добровольцем в 1-й батальон волонтёров Ланды и был избран капитаном. После реформы армии батальон влился в одну из полубригад (назв. полков в рев. Франции).
С 1792 по 1795 год служил в армии Альп, участвовал в осаде Тулона, затем служил во французских Итальянской и Гельветической армиях.
В 1796 году служил в Италии под началом генерала Бонапарта и отличился в сражении при Арколе, где взял в плен австрийского капитана, и в тот же день, когда командир его батальона был убит, капитан Ламарк принял командование батальоном и бросился  на врагов в штыковую атаку, взяв 200 пленных.
В 1799 году отправился с Наполеоном в Египет, и сражался в Египте и Сирии.
Отправленный во время осады Сен-Жан-д'Акра от стен этого города в Назарет с двумя ротами для прикрытия операций французской армии, он в течение пятнадцати часов держался в монастыре Капуцинов, несмотря на непрекращающиеся атаки арабских полчищ.
Произведённый в шефы батальона, он вернулся во Францию после капитуляции Александрии, и служил в гарнизоне Орлеана с 1802 по 1804 год.

### Карьера при Консульстве и Империи
Произведённый в майоры и ставший кавалером ордена Почётного легиона, Ламарк д'Арруза в 1805—1807 годах принял участие в боях в Австрии, Пруссии и Польше в составе 1-го корпуса Великой армии. 20 августа 1808 года он стал полковником и командиром 3-го полка лёгкой пехоты, а в 1809 году участвовал в новой войне с Австрией.
22 мая того же года, в битве при Эсслинге, заметив слева от себя отступающую часть французских войск, Ламарк д'Арруза  вышел им навстречу и, при содействии нескольких офицеров, сумел остановить их и вновь повести вперёд. За эти действия он был награждён следующей степенью офицера ордена Почётного легиона.

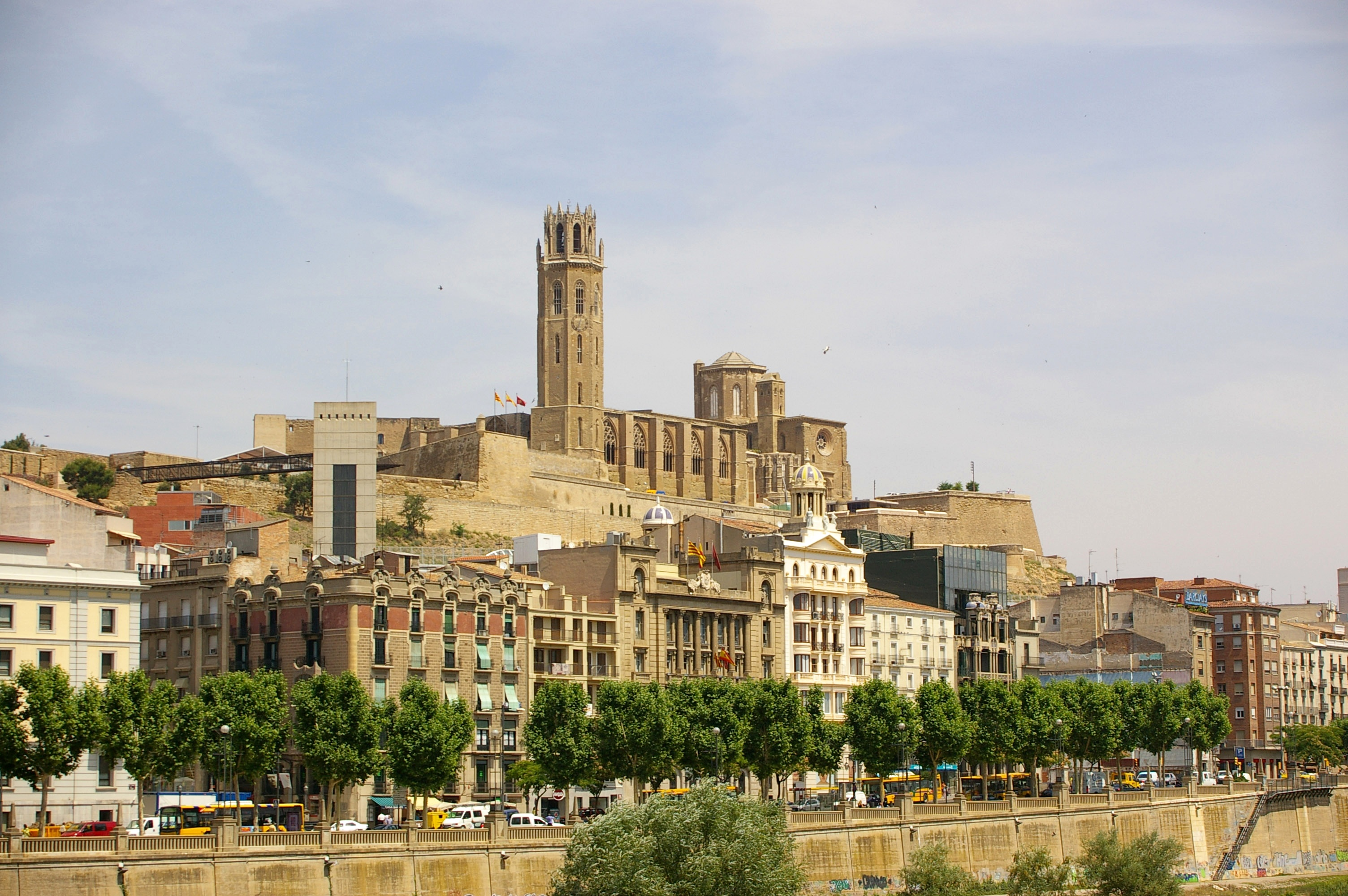
Цитадель и кафедральный собор Лериды.

Ламарк д'Арруза хорошо проявил себя в битве при Ваграме и в следующем году стал бароном Империи.
С 1810 по 1814 год полковник барон Ламарк д'Арруза участвовал со своим полком в войне в Испании.
3 мая 1811 года, заняв со своим полком город Фигерас, он в течение четырёх часов  отражал атаки всей испанской армии Камповерде численностью более 11 000 человек.
Это энергичное сопротивление дало генералу Бараге д’Илье время для организации контратаки, в результате которой противник был разгромлен и отступил, оставив на поле боя большое количество убитых и раненых.
В ходе битве при Альтафулье 24 января 1812 года полковник Ламарк вместе с двумя своими батальонами захватил высоту, упорно обороняемую испанцами генерала Эролеса.
24 мая 1812 года он командовал бригадой во французской Каталонской армии маршала Сюше, герцога Альбуферского, а 25 июля 1813 года был назначен губернатором Лериды.

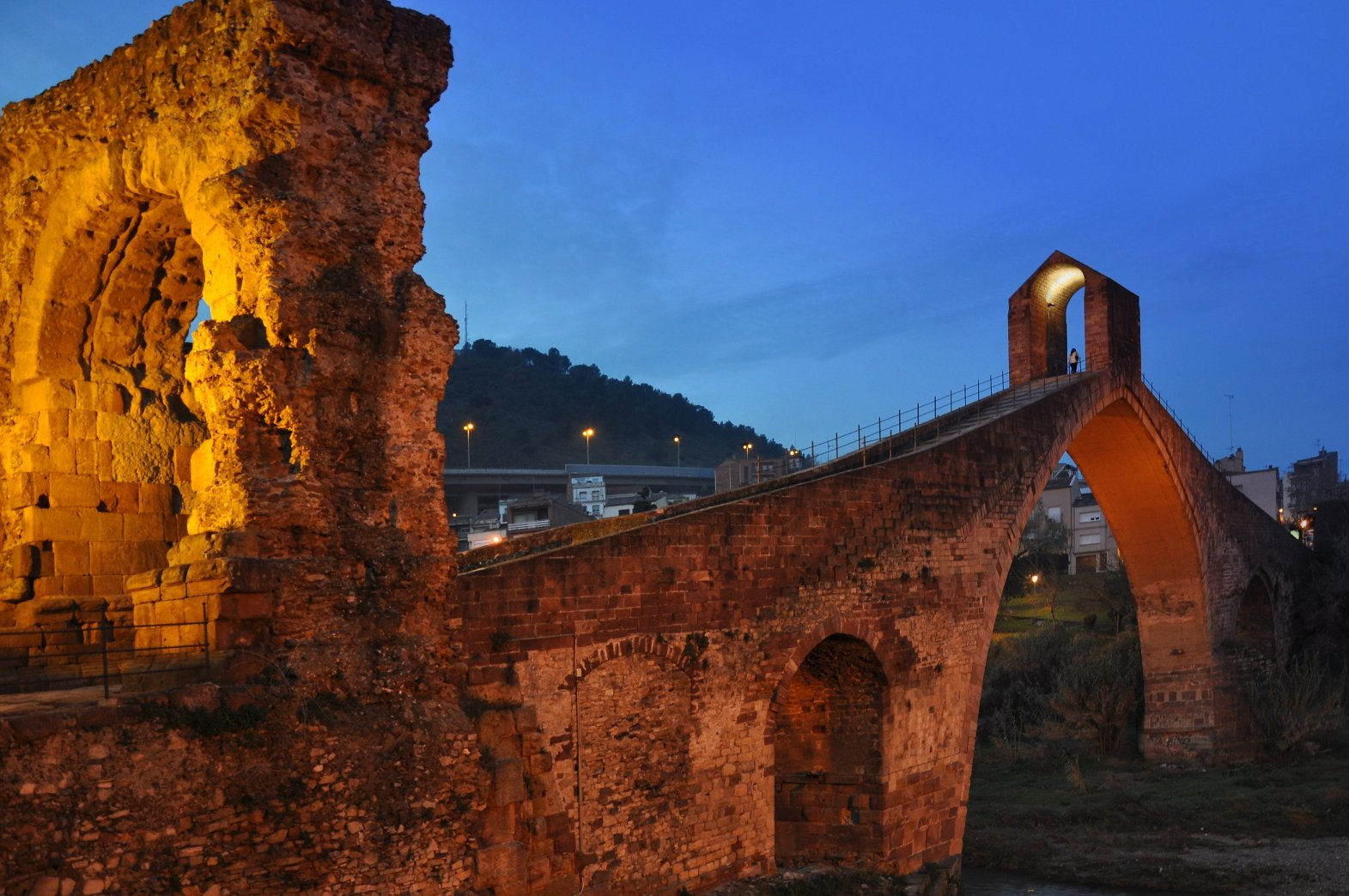
Построенный римлянами Чёртов Мост в Марторельской теснине, где не смог пройти со своим отрядом Ламарк д’Арруза.

Вскоре после этого, он был осажден в Лериде испанским армейским корпусом, сопротивлялся в течение семи месяцев и долгое время срывал все попытки противника взять город.
Связь с армией Каталонии давно была потеряна, когда эмиссар принес генералу Ламарку приказание быть готовым к эвакуации крепости, и этот приказ, написанный шифром, обычно используемым маршалом Сюше, также содержал уточнение, что через два-три дня офицер его штаба приедет, чтобы вывести отступающий гарнизон на соединение с гарнизонами Мекинесы и Монсона. Действительно, через три дня капитан Ванхулен, офицер штаба маршала, явился с официальным приказом об эвакуации.
Несмотря на это, генерал Ламарк, однако, пожелал покинуть Лериду только после того, как заключил с генералом бароном Эролесом, командующим испанскими войсками, соглашение, по которому гарнизон должен был присоединиться к французской армии, не встречая на своем пути сопротивление ни со стороны испанцев, ни со стороны англичан.
После того как эти условия были приняты и договор подписан, генерал Ламарк оставил Лериду и выступил в сторону Мекинесы. Первые четыре дня марш проходил беспрепятственно; но, проходя через Марторельскую теснину, французская колонна обнаружила перед собой корпус из 12 000 англичан с 20 пушками, который препятствовал её дальнейшему движению. Имея впереди англичан, неприступные скалы сбоку и испанские войска Эролеса позади, Ламарк, имевший только полторы тысячи человек, оказался в критическом положении.

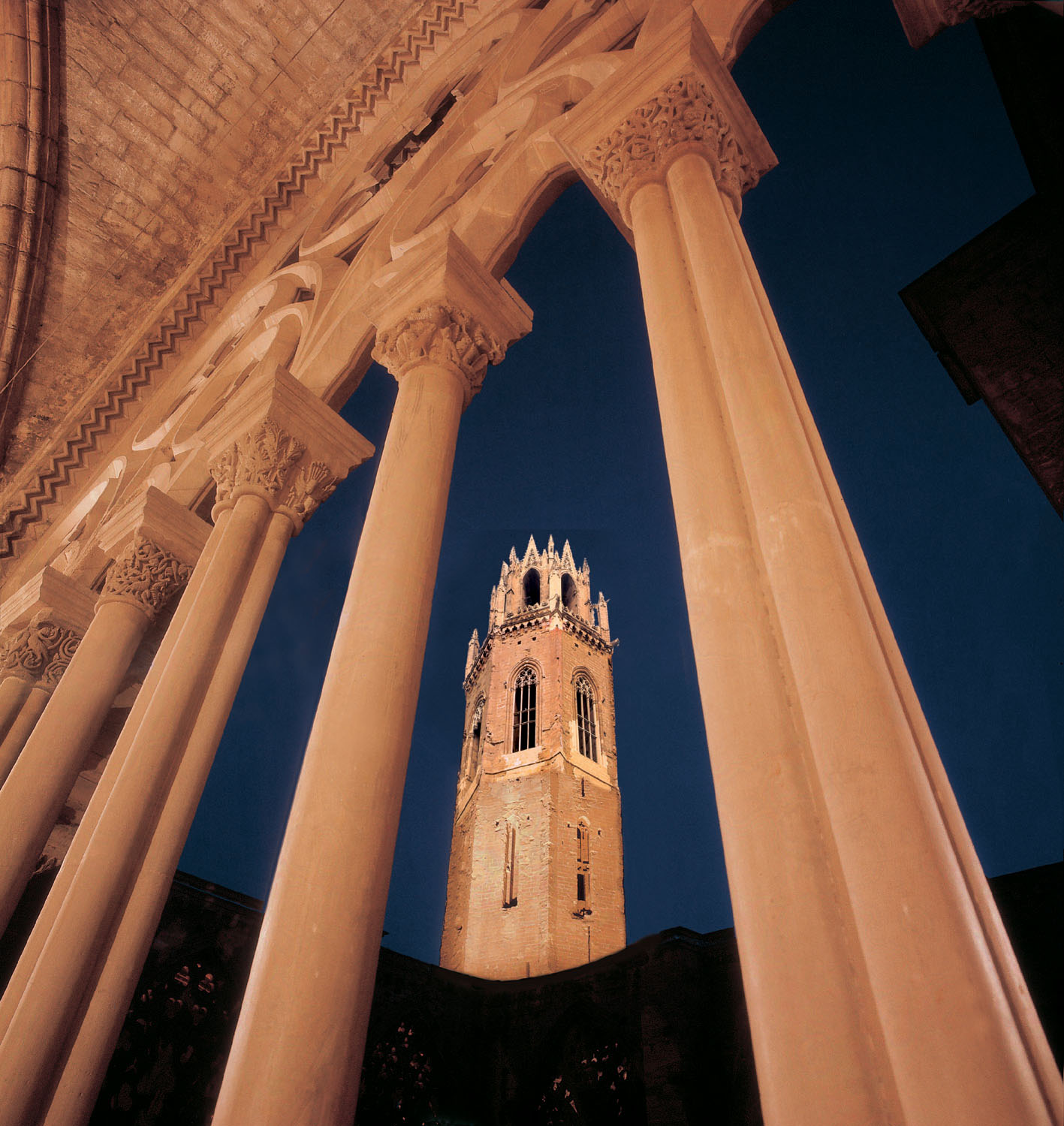
Леридский собор.

Считая невозможным атаковать с какими-либо шансами на успех, генерал Ламарк потребовал от испанцев и англичан исполнения леридского договора; но британский генерал Коппонс ответил ему, что он был обманут, что капитан Ванхулен, привезший приказ об эвакуации, был перебежчиком, откуда он дезертировал, унеся шифр, с помощью которого был сфабрикован фальшивый приказ. Генерал Коппонс закончил это откровение тем, что приказал генералу Ламарку сложить оружие и сдаться. Ламарк заявил, что никогда не согласится на подобные условия; но тщетно он требовал исполнения обещаний.
Коппонс, переговорив с офицерами штаба и желая, по его словам, избежать кровопролития, предложил следующие условия: « французские солдаты сложат оружие, но сохранят свои ранцы. Офицеры всех рангов сохранят шпаги и багаж, и в таком состоянии оба гарнизона будут сопровождены до передовых постов заставы армии маршала Сюше».
Итак, был подписан новый договор; но едва он был выполнен французами, как генерал Коппонс нарушил свое слово, объявив, что французские войска находятся в плену.
Пришлось подчиниться; генерал Ламарк вместе со своими товарищами по оружию оказался в плену, который, однако, продлился недолго, ттак как уже через несколько месяцев война окончилась. Ламарк и его солдаты вернулись во Францию.
Год спустя, Наполеон, вернувшись с острова Эльба, назначил Ламарка в Отдельный Наблюдательный корпус Вара маршала Брюна. После окончания Ста дней Ламарк был отправлен в отставку, а его непосредственный начальник, маршал Брюн, был растерзан в Авиньоне толпой роялистов. Однако, уже вскоре Ламарк д'Арруза вновь вернулся на службу. Он стал шевалье королевского ордена Святого Людовика (10 декабря 1817 года) и служил инспектором пехоты в 11-й дивизии, а в 1825 году окончательно вышел в отставку.